# Lhotka (Mělníki járás)
Lhotka település Csehországban, a Mělníki járásban. Lhotka Vysoká, Mělník, Střemy és Velký Borek településekkel határos. Lakosainak száma 330 fő (2024. január 1.).

## Népesség
A település lakosságának változását az alábbi diagram mutatja:
| Lakosok száma | 385  | 411  | 527  | 456  | 272  | 214  | 286  | 295  | 304  | 330  |
|               | 1869 | 1890 | 1921 | 1950 | 1980 | 2001 | 2017 | 2019 | 2022 | 2024 |